# مارگرت ویورس
مارگرت ویورس (سوئدی: Margreth Weivers؛ (زادهٔ ۲۴ ژوئیهٔ ۱۹۲۶ – درگذشتهٔ ۳ فوریهٔ ۲۰۲۱) بازیگر اهل سوئد بود.
از فیلم‌ها یا سریال‌های تلویزیونی که وی در آن نقش داشت، می‌توان به یک داستان عاشقانه سوئدی، رستگاران، دختران، مادربزرگ و پروردگارمان، بچه‌های مرد شیشه‌گر و انتقام اشاره کرد.